# 정일형
정일형(鄭一亨, 1904년 2월 23일 ~ 1982년 4월 25일)은 대한민국의 정치인이다. 미군정기 때 미군정청 인사행정처장과 물자행정처장을 지냈으며 대한민국 정부 수립 이후 야당에서 활동하였다. 제2공화국의 두 번째 외무부 장관이었으며, 5·16 군사 정변 이후 실각하였다. 한민당의 창당 멤버이자 민주당의 당원이었으나, 민주당 신파로 분류되었다. 그러나 신파의 영수였던 국무총리 장면과의 사이는 원만하지 못했다. 한국 초기 여성 변호사인 이태영의 남편이자, 정치인 정대철의 아버지이자 정치인 정호준의 할아버지이며, 이윤영의 처조카였다. 호(號)는 금연(錦淵)이다.

## 생애

### 생애 초기

#### 출생과 유년기
정일형은 평안남도 용강군에서 아버지 정기찬과 어머니 하은총의 아들로 출생하였으며 그는 3대 독자였다. 황해도 안악군 장연면 저도리와 한성부 마포 지역에서 어린 시절을 보냈으며 한성부에서 아버지를 여의고 홀어머니 슬하에서 성장했다. 1910년 평안남도 진남포 삼존보통학교에 입학했다. 삼존보통학교 재학 중 기독교 신자가 되었다.
이후 1911년 평안남도 진남포 집성보통학교에서 배우다가 1912년 황해도 수안공립보통학교로 전학했다. 이후 1916년 평안남도 진남포 삼숭보통학교 졸업(1914년 전학 및 1916년 졸업)을 거쳐 평안남도 평양 광성고등보통학교에 입학했다가 졸업했다. 그 후 교회에 취직하여 종지기 등으로 생활하면서 1922년 연희전문학교 문과에 입학했다. 한편 그의 어머니도 평양 여자 고등성경학교 사범과를 졸업하고 진남포의 덕동 교회에서 시무하였다.

#### 초기 활동
1927년 3월에 연희전문학교 문과를 졸업하고 졸업 후에는 감리교 총리원 교육국에서 근무했으며 2년 뒤인 1929년 미국으로 건너가 1935년 미국 뉴저지주 드루대학교(Drew University) 대학원 사회학과를 졸업하고 철학 박사학위를 받았다. 그 뒤 1936년 미국 드루대학교 대학원에서 다시 법학박사학위를 수여받았다. 귀국 후 신리교회에서 일하였으며 평양지역의 근로자들이 많은 공장지대에 신리교회를 개척하여 이곳에서 사회적인 활동을 펼치고자 하였다. 그러던 중 감리교총리원에서 주최하는 금강산 외금강 수양회 강사로 갔다.
여기서 이태영을 만나 1936년 외가쪽 인척인 이윤영의 주례하에 그녀와 결혼하였다. 이윤영의 처 이마대는 정일형의 어머니와 4촌간이었다. 그러나 해방 후 이윤영은 이승만의 정치 노선을 지지함으로써 거리가 다소 멀어지게 된다. 1937년 연희전문학교의 교수로 초빙된 후, 연희전문학교와 숭실전문학교, 감리교 중앙신학교 등에서 교수 및 학장으로 재직

#### 광복 직후
1945년 석방되고 8월 15일 광복을 맞이하였다. 1945년 9월 송진우, 김성수, 장덕수, 조병옥, 윤보선 등과 한민당 창당에 참여하였고, 9월 2일 미군정청 주둔 후 10월 18일 미군정청 관방인사과장 대리, 1946년 3월 29일 미군정청 인사행정처장과 물자행정처장을 역임하였다.
인사행정처장, 물자행정처장 외에 1946년 12월 27일부터 미군정청내 한인 직원의 협의회인 미군정청 조선인 위원회 위원장, 법률기초위원회 위원장을 겸하였다. 1947년 7월 9일에는 충청남도지사로 부임하여 4개월간 재직했다. 그해 11월 다시 군정청으로 복귀하여 미군정청 물자행정처장이 되었다.
그 뒤, 이승만의 단독정부 수립론과 중도파의 좌우합작론이 나올 때 이승만을 지지하였다. 역시 1947년 12월부터 나온 남북협상론에 대해서도 이승만 지지를 선언하였다.
이후 군정청이 과도정부로 변하면서 과도정부 물자행정처장이 되고, 1948년 1월 4일부터는 남조선과도정부의 과도정부직원조정위원회 위원장을 겸임하였다. 2월 9일에는 군정청 공무원후생행정처장이 되었다. 4월 9일에는 3.8도선 이북 주민들의 선거 편의를 위해 조직된 이북인중앙선거위원회의 위원이 되고, 그날 명제세가 위원장, 정일형과 한근조는 공동 부위원장으로 위촉되었다. 8월 15일 남조선과도정부의 역할이 종료되고 미군정이 철폐되면서 과도정부 공무원후생행정처처장 겸 과도정부직원조정위원회 위원장직에서 해임되었다.
1947년 7월초 정부수립축하 국민위원회가 조직되자 사무장에 임명되었다.

### 정치 활동

#### 광복 직후

1948년 12월 파리 UN총회에 파견된 대한민국 정부 대표단. 맨 앞줄 왼쪽이 조병옥, 가운데는 대표단장 장면, 왼쪽은 장기영, 뒷줄은 왼쪽부터 정일형, 모윤숙, 뒷줄 가운데가 김활란, 우측으로는 성명 미상, 김우평 순

1948년 8월 15일 정부 수립 후, 1948년 12월 7일~ 12월 12일, 프랑스 파리에서 열린 제3차 유엔 총회에 대한민국의 유엔 승인을 위한 한국 대표단으로서 장면(단장), 장기영, 김활란, 조병옥, 전규홍, 김우평, 김준구와 함께 참석하였다. 정일형은 구미지역파견 친선사절의 일원으로 활약하였으며, 1949년 유엔한국협회 회장에 취임하여 1960년까지 재직하였다.
1949년 1월 12일에 귀국했다가 그해 2월 다시 미소 양군 철수에 대한 UN회의가 개최되자 대통령 특사가 파견되었는데, 그는 대통령 부특사(副特使)로 임명되어 출국, UN 회의장을 다녀왔다. 2월 제3대 대한육상경기연맹 회장에 선출되어 4월까지 재직했다.
1949년 11월 한민당이 대한국민당 탈당파와 연합, 민주국민당이 창당되자 그도 참여하였다.
1950년 5월 서울 중구에서 제2대 국회의원에 당선된 뒤, 2대국회부터 9대국회까지 8선의 의정생활을 하였다. 그 기간중 1950년 2대 국회 외무위원회 위원장으로 활동하였고, 임시수도 부산에서 대한통신사를 창립, 사장에 취임하였다. 1956년 이후 당시 야당인 민주당에 속하여 중앙당 섭외부장을 거쳐 외교부장을 지냈으며, 1954년 12월 뉴델리 밀회 조작사건의 직후, 그의 집에 북조선 인민위원회 최고위원회 명의로 된 남북협상을 호소하는 촉구문이 그의 집에 투입되었다.

#### 야당 정치인
1954년 호헌동지회가 결성되었을 때는 관망하다가 1955년부터 그는 조병옥, 곽상훈, 장면 등과 대성빌딩에 모여 민주당 창당 준비 회의를 하였다. 1955년 9월 민주당이 창당되자 참여하여 활동했다. 한민당 창당 때부터의 멤버였음에도 그는 곽상훈 등과 함께 민주당 신파에 가담해서 활동했다.

#### 제2공화국 시절
1960년 4·19 혁명 후 민주당 내각에서는 외무부장관에 기용되었다. 60년 10월 12일 신정부수립 기념식에 참석하였다. 양유찬이 이북의 선전공세를 막기 위하여 대이북 서울 회담을 제의하는 것이 어떠냐는 견해를 표명한데 대하여 1960년 12월 10일 정일형은 반대태도를 취하였다. 12월 24일 상오, 정일형 외무부장관은 "해임되었음에도 귀국하지 않고 타국에서 직장을 구하여 거주함으로써 국가위신을 추락시키고 있는 해외공관장들에게 강력한 소환명령을 발하였다고"고 언명하였다. 기자단과의 회견석상에서 정일형 장관은 소환해당자로서 양유찬(전 주미 대사), 손원일(전 주독 대사), 유태하(柳泰夏, 전 주일 대사), 한표욱(韓豹頊, 전 주미 공사), 오중정(吳重政, 전 하와이 총영사), 김영기(전 주이태리 대사) 제씨(諸氏)의 명단을 공개하고 만약 이들이 소환에 불응하면 또 다른 강력한 조치를 취할 뜻을 표명하였는데 이는 강제송환을 요청하는 것으로 해석되었다. 정일형 장관은 또한 "괴뢰들이 통한안(統韓案)으로서 유엔에 제출한 남북문화 경제교류, 유엔 감시하 총선거 반대, 미군철수 등 주장은 매년 상투적으로 되풀이하는 선전술에 불과하다"고 일소에 붙였다.
정일형은 장면의 직계와 관계가 원만하지 못하였고, 5.16 군사정변이 발생했을 때 장면은 그를 박정희의 배후로 의심하기도 했을 정도였다. 1961년 필리핀 애덤슨 대학교에서 명예 법학박사학위를, 미국 로스앤젤레스 성서대학교에서 명예신학박사학위를 받았다.

### 군사정권 이후

#### 야당 활동

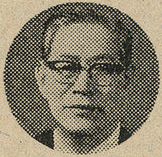
1975년경

1961년 이후 계속 야당에 소속되어 1965년 한일국교정상화에 관한 조약의 비준에 반대하여 의원직을 사퇴하였다. 1966년 신한당(新韓黨)고문, 이듬해에는 신민당(新民黨)부총재가 되었다. 1969년 삼선개헌반대범국민투쟁위원회 지도위원으로 참여하였다. 유엔총회 한국대표로 활약하였고, 그해 국토통일원 고문에 추대되었다. 1971년 신민당선거대책본부장으로 당시 신민당 대통령후보 김대중의 선거사무장을 맡았다. 1974년 신민당 고문에 추대되고, 이듬해 통일연구협회 회장에 취임하였다. 1976년 3월 유신정치에 반대하는 이른바 '3·1명동사건'에 연루되어 구속되었고 국회의원직을 상실하고, 공민권까지 박탈당하였다.
1978년의 제10대 국회의원선거에는 자격정지로 입후보하지 못하자, 아들 정대철(鄭大哲)에게 선거구를 물려주어 당선케 하고 이후 재야에 머물렀다. 1979년 10ㆍ26사태 이후 복권조치 되었다.

#### 생애 후반
저서로 〈UN과 한국〉·〈국제연합독본〉·〈UN의 설립과 업적〉·〈오직 한길로〉 등을 남겼다. 1980년 초부터 투병생활을 하였으며 1980년 5월 5·18 광주 민주화 운동과 전두환 신군부가 조작한 내란음모 사건 재판으로 사형선고를 받은 김대중의 구명을 호소하기도 했다. 그는 병석에서도 김대중, 김대중을 반복했다는 것이다. 이후 계속 병석에 누워 있음으로서 정계 활동은 중단되고 말았다.
1982년 3월 1일 오래 앓던 고혈압의 악화로 서울대학교 대학병원에 입원했으나 치료하지 못하고 4월 초 퇴원하였다. 1982년 4월 23일에 서울 서대문구 봉원동의 자택에서 고혈압으로 사망했다. 장례는 사회장으로 치러졌으며, 국립서울현충원 국가유공자 묘역에 안장되었다. 4월 27일에는 정부로부터 국민훈장 무궁훈장에 추서되었다. 1990년 일제 강점기 동안의 독립 운동 공적을 인정받아 건국훈장 애국장이 추서되었다.

### 기타 경력
- 민주당 서울시지구당 위원장
- 민주당 중앙당 기획위원회의장
- 민주당 지도위원
- 신민당 기획위원 및 신민당 서울제2지구당 위원장
- 신민당 선거대책본부장ㆍ당수권한대행

## 저서
저서로 《UN과 한국》·《국제연합독본》·《유엔의 설립과 업적》·《오직 한길로》 등이 있다.
- 《UN과 한국》
- 《국제연합독본》
- 《유엔의 설립과 업적》
- 《오직 한길로》

## 수상 경력
- 1982년 4월 27일 국민훈장 무궁훈장
- 1990년 건국훈장 애국장

## 학력
- 광성고등보통학교 졸업
- 연희전문학교 졸업
- 뉴욕 대학교 종교교육학 학사
- 드루대학교 대학원 사회학 석사
- 드루대학교 대학원 철학 석사
- 드루대학교 대학원 법학 석사
- 드루대학교 대학원 법학 박사

### 명예 박사 학위
- 애덤슨대학교 명예법학 박사
- 로스엔젤레스 성서신학대학교 명예신학 박사

## 가족 관계
- 아버지 : 정기찬
- 어머니 : 하은총
- 아내 : 이태영(李兌榮, 1914년 8월 10일 - 1998년 12월 17일) - 변호사
  - 아들 : 정대철(鄭大哲, 1944년 1월 4일 - ) - 국회의원
  - 딸 : 정미숙 (鄭美淑, 1942년 ~ ) - 한국가구박물관 관장
  - 사위 : 심철 (沈哲, 1940년 ~ ) - 심상준의 아들
- 사돈 : 심상준 (沈相俊, 1917년 ~ 1991년) - 기업가, 성락원 장주
- 장인 : 이흥국(1896년 - 1916년)
- 장모 : 김흥원(1896년 - ?)

## 같이 보기
| - 제2공화국 - 신민당 - 조병옥 - 윤보선 - 장면 - 신익희 - 곽상훈 - 박순천 - 김대중 - 김영삼 - 김우평 - 이태영 - 정대철 | - 미군정 - 한민당 - 민주국민당 - 민주당 - 이윤영 - 태완선 - 김영선 - 이홍렬 - 송원영 - 장준하 - 윤치영 - 박정희 |

## 역대 선거 결과
|  | 51.53% |

|  | 20.55% |

|  | 65.92% |

|  | 58.09% |

|  | 33.37% |

|  | 50.80% |

|  | 58.65% |

|  | 24.94% |

## 소속 정당
| 소속 정당 | 소속 정당  | 소속 기간 | 비고                     |
| --------- | ---------- | --------- | ------------------------ |
|           | 한국민주당 | 1945~1949 | 정계 입문                |
|           | 민주국민당 | 1949~1955 | 합당                     |
|           | 민주당     | 1955~1961 | 합당                     |
|           | 무소속     | 1960~1963 | 정당 해산                |
|           | 민주당     | 1963~1965 | 창당                     |
|           | 민중당     | 1965~1966 | 합당                     |
|           | 무소속     | 1966      | 탈당                     |
|           | 신한당     | 1966~1967 | 창당                     |
|           | 신민당     | 1967~1969 | 합당                     |
|           | 무소속     | 1969      | 자진 정당 해산           |
|           | 신민당     | 1969~1980 | 정당 재등록              |
|           | 무소속     | 1980~1982 | 정당 해산 정계 은퇴 사망 |